# Carpinus omeiensis
Carpinus omeiensis ist ein kleiner Baum aus der Gattung der Hainbuchen (Carpinus) mit dunkelbraunen, verkahlenden Zweigen und Blättern mit verkahlender Oberseite und zottig behaarter Unterseite. Das natürliche Verbreitungsgebiet der Art liegt in China.

## Beschreibung
Carpinus omeiensis ist ein bis zu 7 Meter hoher Baum mit grauer Rinde. Die Zweige sind dunkelbraun und verkahlend. Die Laubblätter haben einen 5 bis 8 Millimeter langen, dicht hellgelb zottig behaarten Stiel. Die Blattspreite ist 6 bis 8 Zentimeter lang und 2,5 bis 3,5 Zentimeter breit, elliptisch oder eiförmig elliptisch, zugespitzt oder geschwänzt zugespitzt, mit abgerundeter oder breit keilförmiger Basis und einem einfach borstig gesägten Blattrand. Es werden zwölf bis 16 Nervenpaare gebildet. Die Blattoberseite ist verkahlend, die Unterseite ist angepresst zottig behaart und hat Achselbärte.
Die weiblichen Blütenstände sind 6 bis 8 Zentimeter lang bei Durchmessern von 1,5 bis 2 Zentimetern. Die Blütenstandsachse ist 2 bis 3 Zentimeter lang, anfangs dicht zottig behaart und später verkahlend. Die Tragblätter sind 1,5 bis 1,6 Zentimeter lang, 4 bis 5 Millimeter breit, halb-eiförmig mit zugespitztem Ende. Der äußere Blattrand ist entfernt gezähnt ohne basalem Lappen, der innere Teil ist ganzrandig mit kurzem basalem Blattöhrchen. Die Blätter haben vier oder fünf Blattadern erster Ordnung und sind entlang der netzartig angeordneten Blattadern spärlich zottig behaart. Als Früchte werden etwa 4 Millimeter lange und 3 Millimeter breite, breit eiförmige, deutlich gerippte, dicht flaumhaarige und an der Spitze zottig behaarte Nüsschen gebildet. Carpinus omeiensis blüht von Mai bis Juni, die Früchte reifen von Juli bis August.

## Vorkommen und Standortansprüche
Das natürliche Verbreitungsgebiet liegt in den chinesischen Provinzen Guizhou und in Sichuan in Wäldern in 1000 bis 1900 Metern Höhe.

## Systematik
Carpinus omeiensis ist eine Art aus der Gattung der Hainbuchen (Carpinus). Diese wird in der Familie der Birkengewächse (Betulaceae) der Unterfamilie der Haselnussgewächse (Coryloideae) zugeordnet. Die Art wurde 1964 von Hu Xiansu und Fang Wenpei erstmals wissenschaftlich beschrieben. Der Gattungsname Carpinus stammt aus dem Lateinischen und wurde schon von den Römern für die Hainbuche verwendet, der Artname omeiensis bezieht sich auf den „heiligen Berg“ Emei Shan in Sichuan.

## Nachweise